# 17543 Сосьва
17543 Сосьва (17543 Sosva) — астероїд головного поясу, відкритий 14 серпня 1993 року.
Тіссеранів параметр щодо Юпітера — 3,100.
Названо на честь річки Сосьва в Сибіру, Росія.